# موساشي (ممثل)
موساشي (باليابانية: 武蔵 ) (و. 1972  م) هو ملاكم كيك بوكسينغ، ولاعب كاراتيه، وممثل، وتارينتو ياباني، ولد في ساكاي.